# Orchesma aurantiaca
Orchesma aurantiaca är en insektsart som först beskrevs av Rauno E. Linnavuori 1973.  Orchesma aurantiaca ingår i släktet Orchesma och familjen sporrstritar. Inga underarter finns listade i Catalogue of Life.